# Brunstatt
Brunstatt era una comuna francesa situada en el departamento de Alto Rin, en la Colectividad Europea de Alsacia, de la región de Gran Este, que el 1 de enero de 2016 pasó a ser una comuna delegada de la comuna nueva de Brunstatt-Didenheim al fusionarse con la comuna de Didenheim.

## Demografía
| Gráfica de evolución demográfica de Brunstatt entre 1800 y 2018 |
|                                                                 |

Los datos demográficos contemplados en este gráfico de la comuna de Brunstatt se han cogido de 1800 a 1999 de la página francesa EHESS/Cassini, y los demás datos de la página del INSEE.